# Uniwersyteckie Centrum Kliniczne im. prof. Kornela Gibińskiego w Katowicach

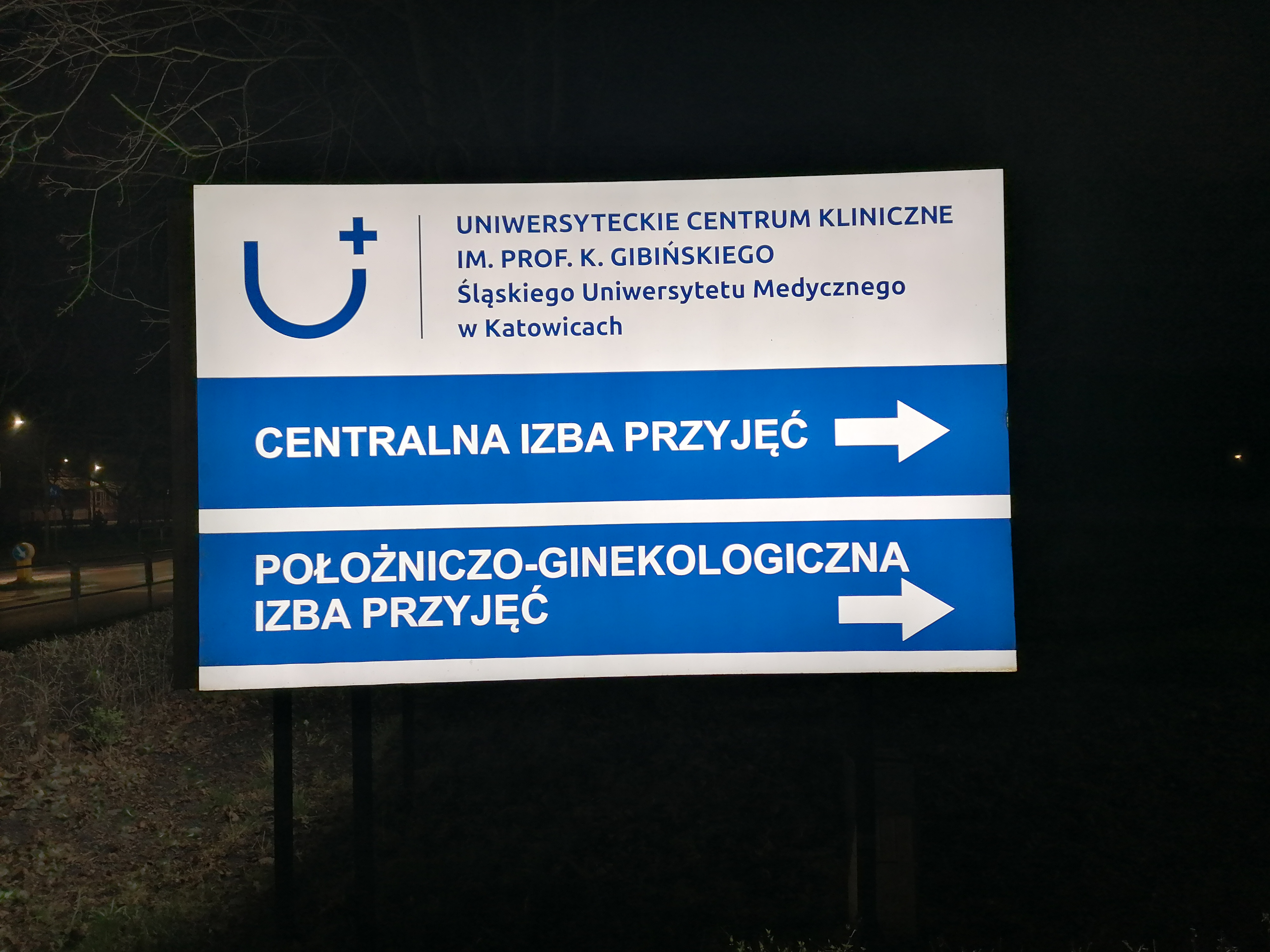
Wjazd na teren szpitala (2024)

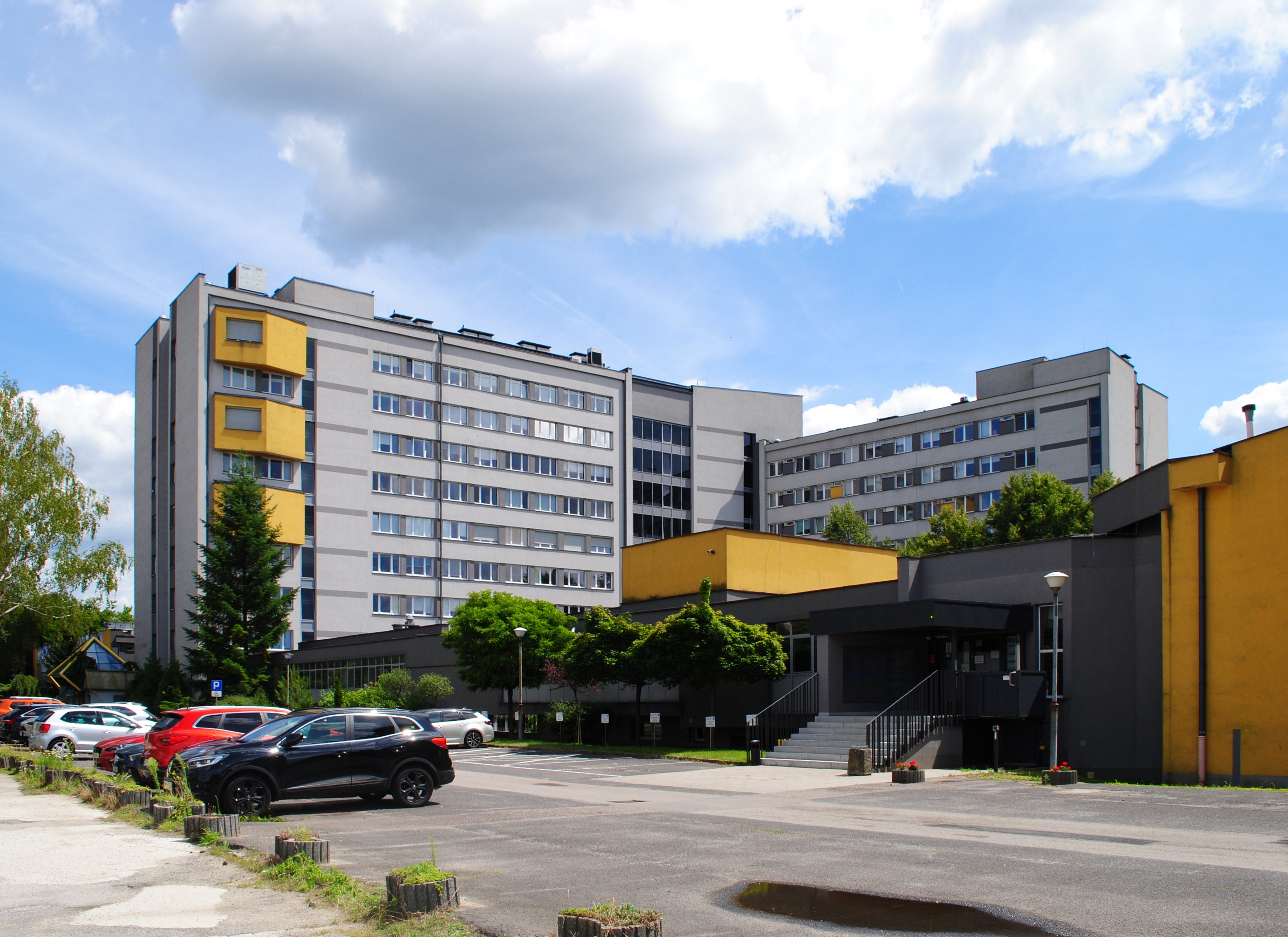
Budynek UCK przy ul. Medyków 14 w 2022 roku

Uniwersyteckie Centrum Kliniczne im. prof. Kornela Gibińskiego Śląskiego Uniwersytetu Medycznego w Katowicach (UCK) – szpital kliniczny Śląskiego Uniwersytetu Medycznego powstały 1 marca 2016 roku, znajdujący się w dwóch lokalizacjach na terenie Katowic: przy ul. Ceglanej 35 (siedziba główna) oraz ul. Medyków 14.
Szpital nosi imię polskiego lekarza, profesora doktora habilitowanego nauk medycznych, specjalisty chorób wewnętrznych, gastroenterologii i farmakologii klinicznej oraz filozofa medycyny, Kornela Gibińskiego. 

## Historia
UCK powstało 1 marca 2016 roku w wyniku połączenia Centralnego Szpitala Klinicznego im. prof. Kornela Gibińskiego przy ul. Medyków 14 w Katowicach-Ligocie z Uniwersyteckim Centrum Okulistyki i Onkologii przy ul. Ceglanej 35 w Katowicach.

## Dyrektorzy UCK
- 2016 – Dariusz Jorg[5],
- 2016–2018 – Ireneusz Ryszkiel[6][7],
- 2018–2021 – Tomasz Kajor[7][8],
- od 2021 – Renata Wachowicz[8].

## Oddziały UCK
Uniwersyteckie Centrum Kliniczne obejmuje 21 oddziałów szpitalnych, w tym 13 oddziałów znajdujących się w Katowicach-Ligocie oraz 8 oddziałów w lokalizacji przy ul. Ceglanej 35.

### ul. Medyków 14
- Oddział Alergologii i Immunologii Klinicznej,
- Oddział Anestezjologii i Intensywnej Terapii,
- Oddział Chirurgii Przewodu Pokarmowego,
- Oddział Chorób Wewnętrznych, Autoimmunologicznych i Metabolicznych,
- Oddział Chorób Wewnętrznych i Farmakologii Klinicznej,
- Oddział Endokrynologii Ginekologicznej,
- Oddział Gastroenterologii i Hepatologii,
- Oddział Ginekologii, Położnictwa i Ginekologii Onkologicznej,
- Oddział Neurochirurgii,
- Oddział Neonatologii,
- Oddział Neurologii,
- Oddział Rehabilitacji Neurologicznej,
- Oddział Udarowy.

### ul. Ceglana 35
- Oddział Anestezjologii,
- Oddział Chirurgii Onkologicznej,
- Oddział Endokrynologii i Nowotworów Neuroendokrynnych,
- Oddział Okulistyki Dorosłych,
- Oddział Okulistyki Dziecięcej,
- Oddział Onkologii,
- Oddział Onkologii Klinicznej,
- Oddział Radioterapii.

## Poradnie UCK

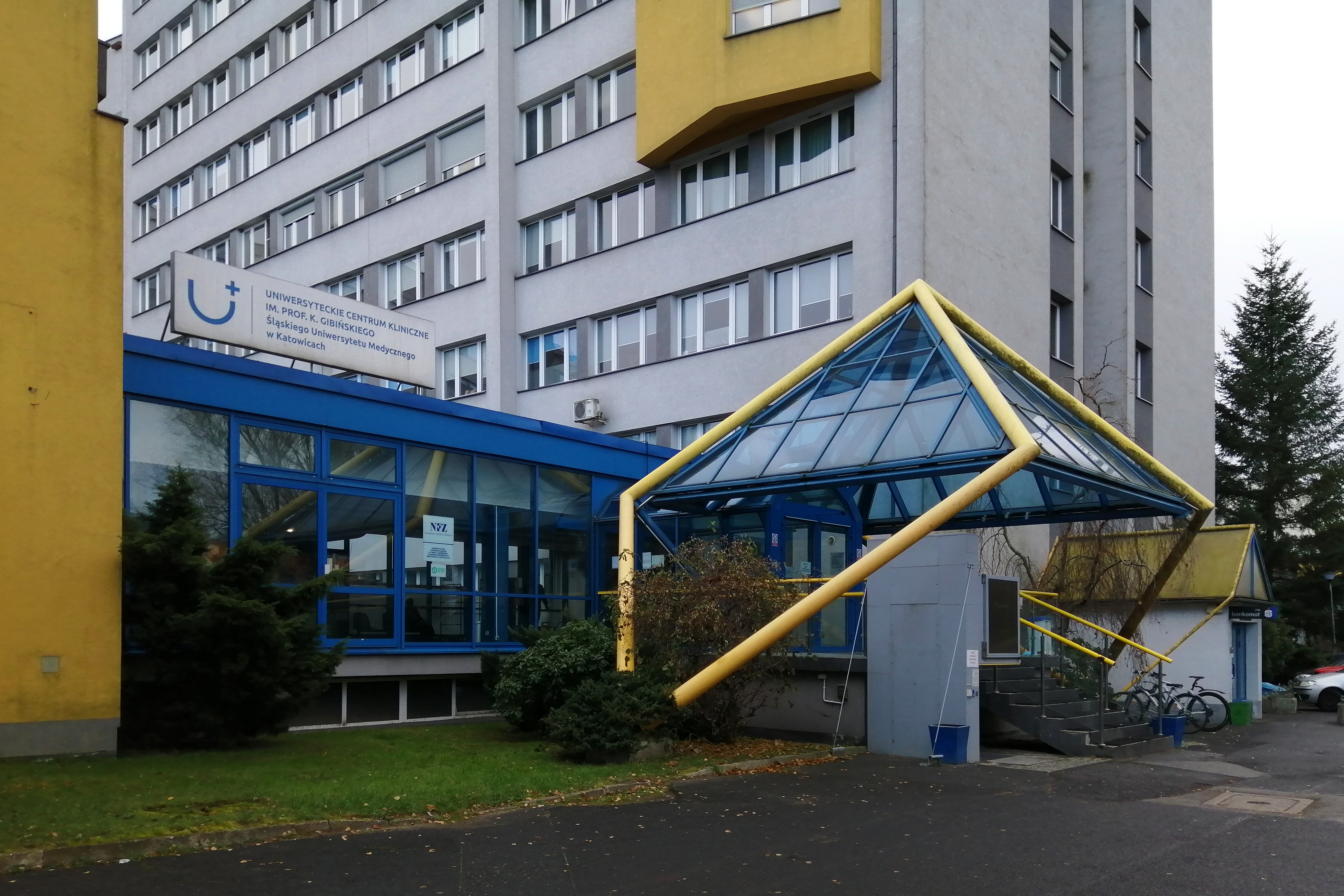
Wejście do budynku UCK przy ul. Medyków 14 w 2022 roku

Uniwersyteckie Centrum Kliniczne obejmuje 21 poradni, w tym 14 znajdujących się w lokalizacji na Ligocie oraz 7 przy ul. Ceglanej 35.

### ul. Medyków 14
- Poradnia Chorób Mięśni,
- Poradnia Chirurgii Przewodu Pokarmowego,
- Poradnia Endokrynologii Ginekologicznej,
- Poradnia Gastroenterologiczna,
- Poradnia Ginekologiczna,
- Poradnia Hepatologiczna,
- Poradnia Leczenia Bólu,
- Poradnia Leczenia Niepłodności,
- Poradnia Leczenia Schorzeń Metabolicznych,
- Poradnia Neurochirurgiczna,
- Poradnia Neurologiczna i Wtórnej Prewencji Udaru,
- Poradnia Onkologiczna III,
- Przykliniczna Poradnia Alergologiczna,
- Szkoła Rodzenia.

### ul. Ceglana 35
- Poradnia Chorób Piersi,
- Poradnia Chirurgii Onkologicznej,
- Poradnia Onkologiczna I,
- Poradnia Onkologiczna II,
- Przykliniczna Poradnia Endokrynologiczna,
- Przykliniczna Poradnia Okulistyczna,
- Przykliniczna Poradnia Okulistyczna dla Dzieci.